# El fantasma i la senyora Muir
 El fantasma i la senyora Muir  (original: The Ghost and Mrs. Muir) és una pel·lícula estatunidenca de Joseph L. Mankiewicz, estrenada el 1947 i doblada al català. Està basada en una novel·la escrita el 1945 per Josephine Leslie, amb el pseudònim de R. A. Dick.

## Argument
Al començament del segle xx, Lucy Muir, una jove vídua, decideix mudar-se amb la seva filla petita (Natalie Wood) i compra una casa a la costa sud d'Anglaterra, al costat del mar. Corre el rumor que està habitada per l'esperit d'un antic capità de vaixell ja mort, Gregg. Al principi, el fantasma intenta espantar-la, però en no aconseguir-ho, discuteixen i es van fent amics, malgrat els seus caràcters completament oposats. El fantasma del capità Gregg va dictant les seves memòries a la vídua, que tindrà èxit en publicar-les. Tots dos s'estimen, però saben que no és possible consumar l'amor entre ells, ja que ella encara no és fantasma i ell ja no és de carn i ossos.
Amb el temps, ella coneix un home i el fantasma, al principi gelós, acaba desapareixent perquè la dona pugui casar-se. Però l'home ja té família i la senyora Muir finalment queda soltera i té una vida plàcida fins a la vellesa. En morir, en l'escena més romàntica de totes, és recollida pel capità, qui estén els seus braços per acompanyar-la a l'altra vida.

## Repartiment
- Gene Tierney: Lucy Muir

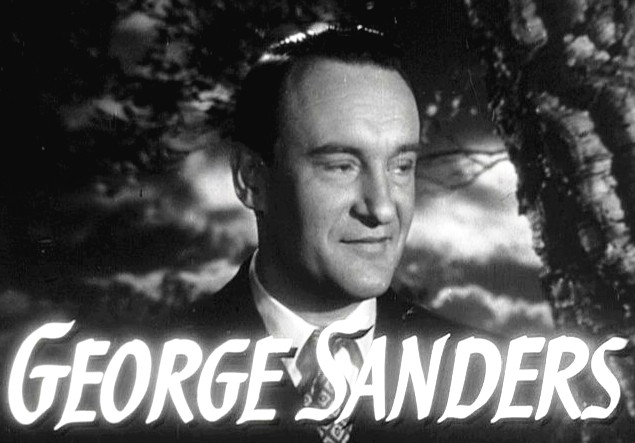
George Sanders

- Rex Harrison: el capità Daniel Gregg
- George Sanders: Miles Fairley
- Edna Best: Martha Huggins
- Natalie Wood: Anna Muir, de nena
- Vanessa Brown: Anna Muir adulta
- Anna Lee: Sra. Miles Fairley
- Robert Coote: Mr Coombe
- Isobel Elsom: Angelica, la sogra
- Victoria Horne: Eva, la cunyada

## Al voltant de la pel·lícula
- El rodatge es va desenvolupar del 29 de novembre de 1946 fins al 13 de febrer de 1947 a Carmel-by-the-Sea i Palos Verdes, a Califòrnia.
- La pel·lícula de Mankiewicz ha estat objecte d'un remake en forma de fulletó televisat de 50 episodis de 30 minuts, titulat The Ghost and Mrs. Muir amb Edward Mulhare i Hope Bolquer i de manera inicial difós entre 1968 i 1970. El 1947 ja havia estat adaptat per a la ràdio (Lux Radio Theatre) amb Charles Boyer i Madeleine Carroll.

## Crítica
- "Una joia. (...) amb una música impagable de Bernard Herrmann"[3]
- Si el cinema s'hagués inventat el segle xix, aquesta seria sens dubte una pel·lícula de referència pels escriptors romàntics de l'esmentat període. Cases encantades, amors tràgics i impossibles, evocacions de mars remots... Malgrat el popurri de gèneres que es donen cita en aquesta pel·lícula el guisat en aquesta ocasió li va sortir perfecte al senyor Mankiewicz en un dels seus primers treballs com a director, oferint-nos una de les més belles històries del cinema clàssic.[4]

## Citacions
- Joseph L. Mankiewicz: «L'Aventura de Sra. Muir era romàntica i el record més marcant que en guardo és el de Rex Harrison acomiadant-se de la vídua (Gene Tierney). Expressa el penediment de la vida meravellosa que haurien pogut conèixer junts. Hi ha el vent, hi ha el mar, hi ha la cerca d'alguna cosa de l'altre… I les decepcions que es troben. Són sentiments que sempre he volgut transmetre, i crec encara que se'n trobi rastre en gairebé totes les meves pel·lícules, comèdies o drames, des de A Letter to Three Wives a Tot sobre Eva, passant per No way out.»[5]

## Premis i nominacions

### Nominacions[6]
- 1948. Oscar a la millor fotografia (Charles Lang Jr.)